# Droit lituanien

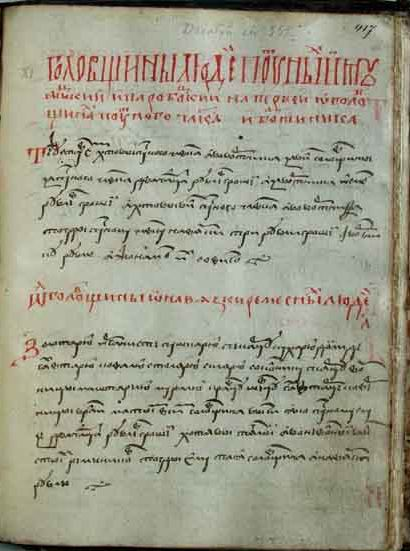
Statut lituanien.

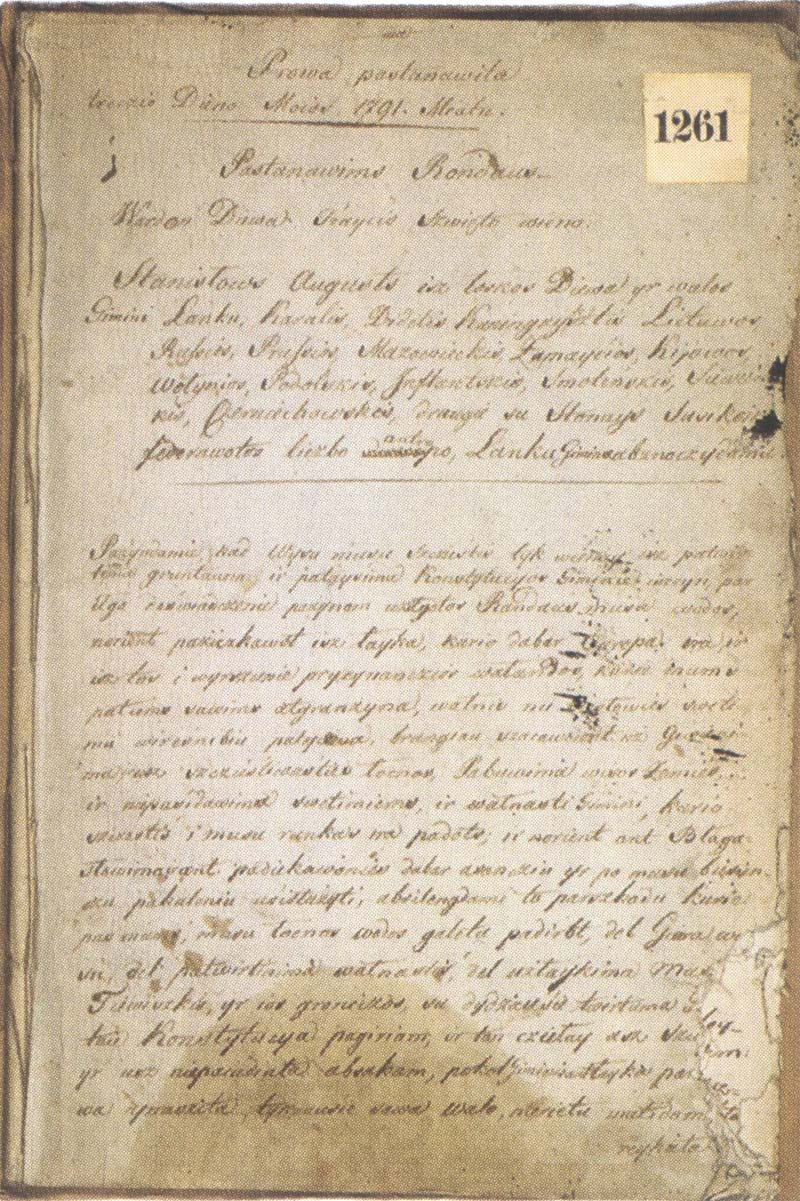
Le texte de la Constitution du 3 mai 1791 traduit en lituanien.

Le droit lituanien est le droit de tradition civiliste, de la sous-catégorie civiliste mixte, appliqué en Lituanie.

## Histoire du droit lituanien
Le droit lituanien est issu du droit coutumier des peuples baltes. Les sources écrites ne sont cependant pas connus. Parmi les sources médiévales du droit lituanien se trouvent le Code de Casimir.
La droit lituanien est basée sur le droit du Grand-duché de Lituanie, parallèlement aux droits urbains des villes de Magdebourg et de Culm.

## Sources du droit

### Constitution et lois constitutionnelles
La Constitution est la loi suprême de la Lituanie. Toute loi et tout acte contraire à la Constitution est nul. L'article 6 dispose que « la Constitution est un acte intégral et directement applicable ».
Les lois constitutionnelles sont importantes en matière légale et sont adoptées conformément à des procédures spéciales. 
Les lois constitutionnelles font partie bloc de constitutionnalité :
- la loi constitutionnelle du 11 février 1991 « De l’État lituanien » ;
- l’acte constitutionnel du 8 juin 1992 « De la non adhésion de la République de Lituanie aux alliances orientales post-soviétiques » ;
- la loi du 25 octobre 1992 « Sur la procédure de mise en vigueur de la Constitution de la République de Lituanie » ;
- et l’acte constitutionnel du 13 juillet 2004 « De l’adhésion de la République de Lituanie à l’Union européenne ».

### Droit international
L'article 135 de la Constitution dispose :

« La République de Lituanie, dans la conduite de sa politique étrangère, est guidée par les principes et les normes universellement reconnus du droit international, elle aspire à garantir la sécurité et l’indépendance nationale, le bien-être des citoyens ainsi que leurs droits et leurs libertés fondamentaux et coopère à la création d’un ordre international fondé sur le droit et sur la justice.
La propagande en faveur de la guerre est interdite dans la République de Lituanie. »

— Article 135 de la Constitution
L'article 136 dispose que, par ailleurs, la Lituanie peut participer aux organisations internationales à condition qu’elles ne soient pas contraires aux intérêts de l’État et a son indépendance.
L'acte constitutionnel « De la non adhésion de la République de Lituanie aux alliances orientales post-soviétiques » interdit la participation de la Lituanie à des Communautés ou alliances politiques, militaires, et économiques basées sur l'URSS. Ces actes sont considérés comme « hostiles a l’indépendance de la Lituanie ».
La Cour constitutionnelle a interprété, en 1995, l'article 138(3) comme signifiant que les traités priment en droit interne. Elle a par ailleurs régulièrement utilisé les traités pour interpréter la Constitution.

### Droit de l’Union européenne
Les normes de l’acquis de l’Union européenne font partie intégrante du système juridique de la Lituanie. La Cour suprême a confirmé dans un arrêt du 7 janvier 2008 que les tribunaux doivent appliqué le droit national conformément au droit communautaire.

### Législation
La législation sont les actes votés par le Seimas. La loi est le plus haut niveau de force légale.

### Principes généraux du droit
Ces principes sont le principe de bonne foi, de justice, de responsabilité individuelle et de modération. Ils font partie du système légal de Lituanie et permettent d'interpréter les actes légaux. Par ailleurs, l’article 135(1) de la Constitution dispose que les principes internationaux universellement reconnus font partie du droit interne de Lituanie.

## Organisation juridictionnelle

### Juridictions de droit commun
L'ordre judiciaire lituanien est divisé en quatre niveaux de juridiction : les tribunaux d'arrondissement, les tribunaux régionaux, la cour d'appel et la Cour suprême.
Les tribunaux d'arrondissement et les tribunaux régionaux sont les juridictions de première instance en matière pénale et civile dans les cas respectivement prévus par la loi. Les tribunaux régionaux sont, par ailleurs, les juridictions d'appel des décisions des tribunaux d'arrondissement.
La Cour d'appel est la juridiction d'appel pour les affaires connes en première instance par les tribunaux régionaux.
La Cour suprême de Lituanie est compétente pour réexaminer l’ensemble des décisions rendues par les juridictions inférieures.

### Juridictions administratives
Les juridictions administratives sont les tribunaux administratifs régionaux et la Cour administrative suprême.

## Sources

## Compléments